# Agenzia del Territorio
Die Agenzia del Territorio war eine von 2001 bis 2012 bestehende italienische Behörde, die für die Katastervermessung und das Liegenschaftskataster zuständig war. Sie unterstand der Hauptabteilung für Finanzen (Dipartimento delle Finanze) des Wirtschafts- und Finanzministeriums in Rom. Am 1. Dezember 2012 wurde die Agenzia del Territorio in die Finanzbehörde Agenzia delle Entrate eingegliedert.

## Aufgaben
Die Behörde war in den genannten Zuständigkeitsbereichen entweder direkt aktiv oder sie unterstützte und überwachte im Rahmen der Dezentralisierung Gebietskörperschaften, die diese Aufgaben selbst übernahmen. Sie bot in ihrem Zuständigkeitsbereich Geoinformationen an, beobachtete den Immobilienmarkt und führte bei Bedarf unter anderem Güterabschätzungen durch. Die Agentur war nicht zuständig für die Landesvermessung und die maritime Gewässervermessung. Diese Aufgaben übernehmen das Militärgeographische Institut in Florenz und das Hydrographische Institut in Genua.

## Organisation
Die administrativ selbständige Behörde im Geschäftsbereich des italienischen Finanzministeriums wurde von einem Direktor geleitet. Diesem unterstanden mehrere Zentralabteilungen, die u. a. für interne Audits, Personal- und Rechtsfragen, organisatorische Angelegenheiten, internationale Beziehungen usw. zuständig waren. Darüber hinaus gab es zentrale Abteilungen für Informationssysteme, Katasterwesen und Kartografie sowie für den Immobilienmarkt.
Der Zentrale in Rom unterstanden regionale Direktionen, wobei kleinere Regionen in einigen Fällen von größeren mitverwaltet werden, sowie die nachgeordneten Ämter in den Provinzen.

## Geschichte
In der frühen Neuzeit bauten nur wenige Kommunen oder Staaten in Italien ein Katasterwesen auf. Erste Ansätze finden sich 1427 in Florenz, jedoch ausschließlich zu Zwecken der Besteuerung (Gabella Possessionum), sowie in der Republik Venedig, die mit ihrem Forstkataster die Ressourcen für den Schiffbau zu sichern suchte. Im Königreich Sardinien-Piemont befahl Viktor Amadeus II. im Jahr 1728 die Errichtung eines staatlichen Katasterwesens für seine Besitzungen auf dem Festland. Von grundlegender Bedeutung für spätere Entwicklungen war der so genannte Mailänder Kataster, den Kaiserin Maria Theresia dank der Vermessungsarbeiten von Johann Jakob Marinoni in ihrem Herzogtum Mailand 1760 einführen konnte. Im süditalienischen Königreich Neapel beauftragte Karl III. im Jahr 1740 die Kommunen mit der Einrichtung des Catasto Onciario, eines nur beschreibenden Katasters ohne genaue Vermessungsgrundlagen, welcher ausschließlich der gerechteren Besteuerung dienen sollte. Hier wurde 1781 mit dem Reale Officio Topografico die erste kartografische Institution Italiens gegründet, die jedoch nicht mit der Kataster-, sondern mit der Landesvermessung beauftragt war. 1807 ordnete Napoleon I. im nord- und mittelitalienischen Königreich Italien Vermessungen und den Aufbau eines Parzellenkatasters an, womit erstmals ein weitgehend einheitliches metrisches Vermessungswesen in Italien eingeführt wurde. Im Zuge der Restauration entwickelten Savoyer und Habsburger ihre Katastersysteme in Nord- und Mittelitalien weiter. Während der Kirchenstaat ab 1816 nachzog, blieb das Königreich beider Sizilien beim Parzellenkataster zurück.
Bei der Einigung Italiens im Jahr 1861 waren die Grundlagen für den Aufbau eines einheitlichen Katasterwesens weitgehend geschaffen. Federführend war das Königreich Sardinien-Piemont mit seinem napoleonisch beeinflussten System, jedoch kam es erst durch ein Gesetz von 1886 zu einer wirklichen Vereinheitlichung des Vermessungs- und Katasterwesens, für das die technischen Bezirksämter des Finanzministeriums und die Gemeinden verantwortlich waren. Im Gegensatz dazu wurden die habsburgischen Regelungen über Kataster und Grundbuch in den Gebieten, die nach dem Ersten Weltkrieg Italien angegliedert wurden, 1929 und 1932 bestätigt. Diese Regelungen sind auch der Grund für die besonderen Verwaltungsbefugnisse und Ausnahmeregelungen, die Südtirol und einige andere Provinzen und Gemeinden heute im Bereich Grundbuch und Kataster haben.
1901 entstand im Finanzministerium in Rom eine eigene Katasterabteilung, deren Leitung von 1945 bis 1954 der Wissenschaftler Giovanni Boaga innehatte. Unter dessen Regie wurde das Vermessungs- und Katasterwesen nach den Wirren des Zweiten Weltkriegs wieder auf- und dann ausgebaut. Im Zug einer tiefgreifenden Reform der italienischen Ministerialbürokratie wurde im Jahr 2001 die Katasterabteilung mit ihren nachgeordneten Dienststellen aus dem Ministerium ausgegliedert und in die administrativ selbständige Behörde Agenzia del Territorio überführt.
Im Zug von Spar- und Rationalisierungsmaßnahmen der Regierung Monti (Spending Review) wurde die Agenzia del Territorio zum 1. Dezember 2012 von der allgemeinen Steuerbehörde Agenzia delle Entrate übernommen. Der Eingliederungsprozess wurde 2013 abgeschlossen.